# Artyleria towarzysząca
Artyleria towarzysząca – pododdział artylerii przydzielony do pododdziałów ogólnowojskowych i działająca w ich ugrupowaniu. Zadaniem jej jest niszczenie celów uniemożliwiających atakującym wojskom natarcie oraz ogniowa osłona  zdobytych rejonów. Zajmuje ona przeważnie odkryte stanowiska ogniowe i zwalcza cele ogniem na wprost.